# آلفا رومئو ریسینگ سی۴۲
آلفا رومئو ریسینگ سی۴۲ یک خودروی مسابقه‌ای فرمول یک است که توسط آلفا رومئو برای شرکت در مسابقات قهرمانی فرمول یک ۲۰۲۲ طراحی و ساخته شده است. سی۴۲ مطابق با نسل جدید مقررات فنی ساخته شده است که در ابتدا برای معرفی در سال ۲۰۲۱ در نظر گرفته شده بود.
این خودرو توسط والتری بوتاس و گوانیو ژو هدایت خواهد شد که هر دو برای اولین بار با این تیم رقابت می‌کنند.

## زمینه

### زمینه توسعه
نسل جدید مقررات فنی قرار بود در فصل ۲۰۲۱ معرفی شوند. با این حال، به دلیل دنیاگیری کووید-۱۹، مقررات تا سال ۲۰۲۲ به تعویق افتاد. بنابراین توسعه همه خودروهای نسل جدید از ۲۸ مارس ۲۰۲۰ تا ۳۱ دسامبر ۲۰۲۰ متوقف شد.

### نام‌گذاری
سی۴۲ از سی۴۱ پیروی می‌کند که به نوبه خود از سی۳۹ پیروی می‌کند. این خودروی نسل جدید به دلیل پیش‌بینی مقررات جدید برای فصل ۲۰۲۱، نام داخلی سی۴۰ را به خود اختصاص داده بود. وقتی این برنامه‌ریزی به دلیل دنیاگیری کووید-۱۹ به تعویق افتاد، یک خودروی جدید به نام سی۴۱ باید بر اساس سی۳۹ برای مقررات موقت ساخته می‌شد. با این حال، قبل از رونمایی از این خودرو، آلفارومئو اعلام کرد که این خودرو نام سی۴۰ را نخواهد داشت، بلکه دارای نام سی۴۲ خواهد بود تا از دنباله سی۳۹، سی۴۱، سی۴۰ که ممکن است گیج کننده باشد، جلوگیری کند.

### طراحی و توسعه اولیه
بوتاس اظهار داشت که نسخه اولیه سی۴۲ که روی شبیه‌ساز آلفارومئو اجرا می‌شد، تفاوت قابل توجهی با خودروهای ۲۰۲۱ نداشت.
آلفارومئو از سیستم تعلیق میله‌ای در جلو و عقب استفاده می‌کرد، برخلاف سیستم تعلیق جلو و میله‌کش عقب که در دوره توربو هیبرید استاندارد شده بود.

## تاریخچه رقابت و توسعه

### پیش فصل
این تیم با قابلیت اطمینان سی۴۲ دست و پنجه نرم کرد، با این که ماشین سطوح نسبتاً شدیدی از پورپوزینگ را تجربه کرد (طنین ماشین به دلیل اثر زمین، که ماشین را به سرعت تکان می‌دهد)، و چند دور کامل را انجام دادند.